# Elek János (újságíró)
Elek János (Gyöngyös, 1947. január 30. – Budapest, 2015. május 26.) magyar újságíró, szerkesztő, műsorvezető, televíziós személyiség, a magyar híradózás egyik fontos személyisége.

## Életpályája
Egyetemi tanulmányait Budapesten végezte. Az Eötvös Loránd Tudományegyetem Bölcsészettudományi Kar (ELTE) német-magyar szakán diplomázott. 1970-től 1990-ig -  kis megszakítással -  a Magyar Televíziónál dolgozott riporterként, szerkesztőként, külföldi tudósítóként, a TV Híradó főszerkesztő-helyetteseként. Közben két évig a Népszabadság külpolitikai rovatát vezette. Volt riporter, szerkesztő, külföldi tudósító és az Aczél Endre-féle  TV Híradó főszerkesztő-helyettese. Az 1990-es évektől a visszavonulásáig hírigazgatója volt a TV 3-nak, főszerkesztője a Hírszerző online napilapnak, szerkesztője a Magyar Távirati Irodának. Elek János töltötte be 2000. május 29-étől az RTL Klub hírigazgatói posztját.
Újságírók generációit tanította az ELTE médiaszakán és a MÚOSZ iskolájában. Pályafutása alatt több mint negyven országban forgatott, számos cikket írt és egy fejezetet az online újságírásról.
Hosszú, súlyos betegség után hunyt el 2015-ben, 68 évesen.